# Howardina
Howardina is een muggengeslacht uit de familie van de steekmuggen (Culicidae).

## Soorten
- H. albonotata (Coquillett, 1906)
- H. allotecnon (Kumm, Komp & Ruiz, 1940)
- H. arborealis (Bonne-Wepster & Bonne, 1920)
- H. argyrites (Dyar & Nunez Tovar, 1927)
- H. aureolineata (Berlin, 1969)
- H. aurites Theobald, 1907
- H. aurivittata (Cerqueira, 1943)
- H. bahamensis (Berlin, 1969)
- H. brevis (Berlin, 1969)
- H. brevivittata (Berlin, 1969)
- H. busckii (Coquillett, 1906)
- H. cozumelensis (Díaz Nájera, 1966)
- H. ecuadoriensis (Berlin, 1969)
- H. eleanorae (Berlin, 1969)
- H. fulvithorax (Lutz, 1904)
- H. grabhami (Berlin, 1969)
- H. guatemala (Berlin, 1969)
- H. guerrero (Berlin, 1969)
- H. inaequalis Grabham, 1907
- H. ioliota (Dyar & Knab, 1913)
- H. leei (Berlin, 1969)
- H. lorraineae (Berlin, 1969)

- H. marinkellei (Berlin, 1969)
- H. martinezi (Berlin, 1969)
- H. osornoi (Berlin, 1969)
- H. pseudodominicii (Komp, 1936)
- H. quadrivittata (Coquillett, 1902)
- H. septemstriata (Dyar & Knab, 1907)
- H. sexlineata (Theobald, 1901)
- H. spinosa (Berlin, 1969)
- H. stenei (Thompson, 1956)
- H. vanemdeni (Martini, 1931)
- H. walkeri (Theobald, 1901)
- H. whitmorei (Dunn, 1918)